# Terra armata

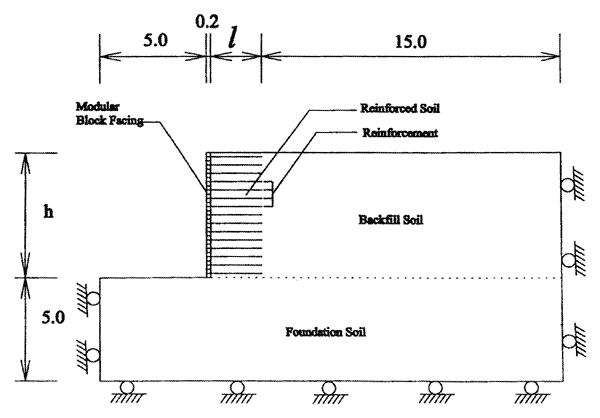
Schema di un muro costruito in terra armata

La terra armata è una tecnologia impiegata per le opere di sostegno delle terre, messa a punto nel 1966 dall'ingegnere Henri Vidal a Parigi, che permette di realizzare spalle di ponte e muri di sostegno per strade, autostrade e ferrovie.

## Elementi costruttivi
La terra armata si compone di due elementi costruttivi essenziali: 
- il terreno di riempimento (normalmente quello presente sul sito di costruzione), che conferisce all'opera la resistenza alla compressione e un'aliquota di resistenza al taglio;
- i rinforzi o armature (piatti ad aderenza migliorata di acciaio), che conferiscono resistenza a trazione, ovvero resistenza al taglio del terreno stesso.

Si può avere un paramento esterno verticale in pannelli prefabbricati cruciformi a vista o rivestiti in pietra, oppure un paramento in pannelli costituiti da reti metalliche rinverdibile inclinato. Nel secondo caso si parla più propriamente di terratrel o terra rinforzata.

## Funzionamento
Un'opera in terra armata o rinforzata si comporta come un muro a gravità, scaricando una minor pressione sulla base, in modo più uniforme del muro in cemento armato, per cui necessita di opere di fondazione meno profonde. Inoltre presenta un buon comportamento antisismico.

## Storia

### In Italia
L'impiego della terra armata in Italia ha inizio negli anni ottanta, con la Società Terra Armata s.r.l. di Roma (filiale del gruppo Terre Armee s.a. di Parigi).
Le prime applicazioni sono state altissimi muri di sostegno per le nuove autostrade della Udine-Tarvisio, della Pian di Vedoia -Vittorio Veneto, e della bretella A1-A2 a Roma. La Società Autostrade spa del gruppo IRI-Italstat sostituì i muri in cemento armato con la terra armata.
Il gruppo Terre Armee Internationale è adesso di proprietà della Freyssinet.
L'ANAS nel 1992 emanò una circolare per normare l'utilizzo delle terre armate, in cui si limitava alle opere provvisorie l'utilizzo di rinforzi in geosintetico, lasciando all'acciaio (laminato a caldo e zincato) i rinforzi per opere permanenti.